# Hakham
Hakham (hébreu: חכם « sage », également transcrit chakam, haham, hacham, plur. hakhamim) est un terme désignant une personne cultivée et instruite, qu'elle soit ou non juive. Le terme n'est généralement pas employé dans le judaïsme rabbinique post-talmudique, qui lui préfère le terme de rav pour désigner un homme versé dans la Torah. Il est en revanche abondamment utilisé dans le karaïsme, un mouvement juif scripturaliste, opposé au judaïsme rabbinique.

## Lehakhamdans la Bible hébraïque et la littérature des Sages
Le terme de hakham désigne dans les cinq Livres de la Torah une personne qui, acquérant ou ayant acquis un savoir, dans un domaine général ou particulier, joue souvent un rôle d'expert auprès des hommes et de conseiller auprès des puissants. Il est appliqué indifféremment aux Israélites et aux non-Israélites, aux hommes et aux femmes et ne comporte pas forcément de connotation liée à l'intellect, pouvant désigner un artisan habile dans son art.
Cependant, à partir des Nevi'im et plus encore des Ketouvim, la hokhma désigne davantage un entendement aux voies du monde, et le hakham est une personne versée dans ce domaine plus particulier.
C'est également ce sens que recouvre le terme hakham dans les littératures talmudique et midrashique.
Il peut y être employé pour désigner de façon indéterminée les hakhamim représentant la majorité anonyme de docteurs de la Loi, équivalant au rabbanan judéo-araméen, et indiquant que la Loi suit leur opinion et non celle de l'autorité isolée à laquelle ils sont opposés.
Il peut aussi désigner un dignitaire académique officiel. En ce sens, Ḥakham est déjà employé à l'époque du premier Sanhédrin, après la fin des persécutions de l'empereur Hadrien et la reconstruction de cette assemblée ; aux côtés de Shimon ben Gamliel, Nassi (président de cette assemblée) se tiennent Rabbi Nathan, en tant qu’av beit din (vice-président du Sanhédrin) et Rabbi Meïr, qui est le ḥakham. De même, Rabbi Shimon beRabbi officie à titre de hakham aux côtés de son frère, le Nassi Gamaliel III. Il s'agit généralement de l'un des docteurs les plus éminents de sa génération et, d'après une baraïta (tradition orale non incluse dans la Mishna), le hakham est toujours choisi parmi les directeurs d'une maison d'étude privée, satellite du Grand Sanhédrin.
les fonctions tenues par le hakham sont incertaines. Il est peu probable qu'il ait été un arbitre en matière de permis et d'interdit religieux, ainsi que le suggère S.J.L. Rapoport ou qu'il ait, comme le pense Zecharias Frankel, eu pour tâche d'envisager une affaire sous tous ses angles avant de la soumettre à discussion. Selon Schechter et Ginzberg, l'office avait été créé pour permettre d'obtenir une majorité lors de différends entre le Nassi et l’av beit din dans les affaires du Sanhédrin.

Tout aussi incertaines sont la durée pendant laquelle le hakham exerçait ses fonctions et l'origine de l'institution. Frankel avance, sans preuves suffisantes, que Rabbi Yehoshoua ben Hanania (début du IIe siècle), fut le premier hakham.
Il semble en revanche établi que le poste demeura tant qu'il y eut une académie du Nassi, et qu'il n'y en eut pas d'équivalent en Babylonie, le rapport entre l'exilarque et les directeurs académiques étant totalement différent de ce qu'il était en terre d'Israël.
Dans le Talmud de Babylone, le hakham est un docteur de la Loi qui étudie principalement les traditions orales, alors que le sofer et le kara s'intéressent davantage à la Bible. Cependant, selon le Seder Olam Zoutta, s'il n'y eut pas de hakham dans les académies, l'exilarque s'attachait les services d'un hakham, qui le conseillait probablement dans le domaine religieux. Néanmoins, le Seder Olam Zoutta ayant été rédigé en terre d'Israël, il est possible que l'auteur ait transposé des coutumes et institutions locales à la Babylonie. 
Le Syrien Aphrahat, qui n'a connu que les Juifs de Babylonie, mentionne dans ses homélies « un homme appelé le 'ḥakkima' des Juifs, » mais il ne pourrait, là aussi, s'agir que d'un « sage des Juifs, » sans fonction particulière.

## Lehakhamdans le judaïsme rabbinique
Le terme hakham ne semble pas avoir été couramment utilisé dans le judaïsme rabbinique (à la différence de celui de talmid hakham). Salomon ben Adret commence plusieurs de ses responsa par le-ḥakam Rabbi ..., mais il n'est pas certain qu'il s'agisse d'un titre. 
Dans les pays musulmans, al-Rab étant l'un des 99 noms d'Allah, le titre de Rav aurait pu être interprété comme un blasphème, et fut remplacé par celui de hakham. Le grand-rabbin de l'Empire ottoman était lui aussi appelé le Hakham Baši.
Le nom Hakham(i) ou Hacham(i) représente soit les Juifs Sépharades que les Juifs Ashkénazes dans les variations suivantes : Hachami, Hachamovich, Hachamson.

## Lehakhamdans le karaïsme
À l'inverse, bien que le terme de Rav semble avoir été en usage aux premiers temps du karaïsme (Anan ben David est appelé Rabbenou), les Karaïtes semblent avoir préféré le terme hakham pour désigner leurs dirigeants spirituels, afin de les démarquer de leurs homologues dans le judaïsme rabbinique.
Cependant, en Israël, les Karaïtes appellent souvent leurs dirigeants spirituels rav ou rabbi,.
La théologie karaïte étant basée sur l'usage de la raison individuelle pour déterminer les applications des lois de la Bible Hébraïque pour soi, le rôle d'un hakham est davantage celui d'un conseiller, ou consultant que celui d'un véritable dirigeant, comme c'est le cas notamment dans le judaïsme haredi.